# 笹倉香奈
笹倉香奈（ささくら かな、1978年 - ）は日本の刑事法学者。専門は刑事訴訟法、日本の死刑制度、冤罪など。甲南大学学長補佐。

## 経歴
奈良県出身。大阪教育大学附属高等学校天王寺校舎から東京大学文科一類に入学。

### 略歴
- 2000年3月 - 東京大学法学部卒業。

- 2002年3月 - 一橋大学大学院法学研究科修士課程修了。

- 2005年7月 - 一橋大学大学院法学研究科博士課程修了。
- 2005年4月 - 日本学術振興会特別研究員（〜2008年3月）。
- 2008年4月 - 甲南大学法学部専任講師（〜2010年3月）。
- 2010年4月 - 甲南大学法学部准教授（〜2016年3月）。
- 2011年9月 - ワシントン大学ロースクール客員研究員（〜2012年9月）。
- 2016年4月 - 甲南大学法学部教授。
- 2020年4月 - 甲南大学図書館長（〜2022年3月）。
- 2022年4月 - 甲南大学学長補佐（～2024年3月）。

### 冤罪救済活動
在外研究でアメリカに留学中、ワシントン大学のイノセンス・プロジェクトの活動に参加した。えん罪救済のための活動がアメリカの刑事司法を大きく変えたことを見て、日本でも同様の活動を立ち上げられないかと考える。帰国後、イノセンス・プロジェクト・ジャパンの設立に関与。現在は事務局長を務める。

## 人物
幼い頃にはだしのゲンを読み、国家が力のない人を虐げる怖さを想像し、リンカーンの伝記に触れて立場の弱い人を守る弁護士に憧れた。東大法学部 に入ってからは「より広い視野で人権を考えたい」と思うようになり、刑事法学者の道に進んだ。師匠は後藤昭（一橋大学名誉教授、青山学院大学名誉教授）。兄弟子に、緑大輔（一橋大学教授）がいる。
父は法哲学者の笹倉秀夫（早稲田大学名誉教授、大阪公立大学名誉教授）。

## 著作
- （Keith Findley（編）、Cyrille Rossant（編）、 Leila Schnepps（編）、 Waney Squier（編）、Knut Wester（編））『Shaken Baby Syndrome: Investigating the Abusive Head Trauma Controversy』（Cambridge University Press、2023年6月）
- （秋田真志（編）、古川原明子（編））「SBS(揺さぶられっ子症候群)とAHT(虐待による頭部外傷)を検証する！」『赤ちゃんの虐待えん罪』（現代人文社、2023年3月）
- （川崎英明（編）、小坂井久（編））『弁護人立会権：取調べの可視化から立会いへ』（日本評論社、2022年4月）
- （中島宏（編）、 宮木康博（編））『NBS 刑事訴訟法』（日本評論社、2022年3月）
- （後藤昭(編集代表）、 安部祥太（編）、 角田雄彦（編）、緑大輔（編））『裁判員時代の刑事訴訟法』（日本評論社、2021年7月）
- （赤池一将（編著））『刑事施設の医療をいかに改革するか』（日本評論社、2020年2月）
- （村井敏邦（編）、海渡雄一（編））『可視化・盗聴・司法取引を問う』（日本評論社、2017年3月）
- （（「死刑事件における量刑の全員一致制について：アメリカの最近の状況を中心に」））『浅田和茂先生古稀祝賀論文集（下巻）』（成文堂、2016年10月）
- （水谷規男（編）、山口直也（編）、上田信太郎（編）、本庄武（編））『刑事法における人権の諸相：福田雅章先生古稀祝賀論文集』（現代人文社、2010年1月）
- （川崎英明（編著）、三島聡（編著））『刑事司法改革とは何か』（現代人文社、2014年9月）
- （刑事立法研究会（編）『刑務所民営化のゆくえ』（現代人文社、2008年1月）
- （山口直也（編）、上田信太郎（編））『ケイスメソッド 刑事訴訟法』（信山社、2007年1月)